# Гневінко
Гневінко (пол. Gniewinko) — село в Польщі, у гміні Гневіно Вейгеровського повіту Поморського воєводства.
Населення — 63 особи (2011).
У 1975-1998 роках село належало до Гданського воєводства.

## Демографія
Демографічна структура станом на 31 березня 2011 року:
|          | Загалом | Допрацездатний вік | Працездатний вік | Постпрацездатний вік |
| -------- | ------- | ------------------ | ---------------- | -------------------- |
| Чоловіки | 34      | 12                 | 22               | 0                    |
| Жінки    | 29      | 8                  | 19               | 2                    |
| Разом    | 63      | 20                 | 41               | 2                    |